# Rio Călacea (Leveleş)
O Rio Călacea é um rio da Romênia afluente do Rio Leveleş, localizado no distrito de Bihor.